# 赤穂市
赤穂市（あこうし）は、兵庫県の南西部、岡山県との県境に位置する市。瀬戸内海国立公園の一部を成す。西播磨県民局の管轄で、1951年（昭和26年）に市制施行。

## 概要
のちに忠臣蔵として語り伝えられることとなる赤穂事件ゆかりの地である。毎年12月14日には赤穂市最大の催しとして赤穂義士祭が行われている。古くから塩田（揚浜式塩田・入浜式塩田・流下式塩田）が栄え、生産されている塩は「赤穂の塩」として全国に流通している。
市の中心部を流れる、千種川（名水百選）の豊富な水系に恵まれた赤穂市は水道料金（簡易水道を除く家庭用水道料金）が国内で一番安い。元和2年（1616年）に敷設されたとされ、現在でも市内の随所にその遺構が残る赤穂上水は、神田上水（東京都）福山上水（広島県）と並んで日本三大上水道（江戸三大上水道）のひとつに数えられる。
1963年（昭和38年）9月1日には、地方自治法第7条第3項の規定により、赤穂市に岡山県の以下の地域が編入された。岡山県和気郡日生町大字福浦の区域(字二本桜、東山画像、入山口、向ヒ、名畑、舟木谷、前、背戸山、田ノ奥、鹿久居島及び取揚島の区域を除く。)及び大字福浦地先海面のうち真尾鼻突端から綱崎突端まで引いた線以内の区域。福浦は江戸時代に大規模な干拓が行われるまでは海が深く入り込んだ入江地形を呈し、「九艘泊」、「大泊」、「船隠」といった地名があり、船が停泊する津としての役割を担っていたと考えられる。江戸時代に入り、干拓により塩田や水田が整備され、現在のような平地が続く地形となった。福浦一帯の山々は、赤穂市全体を覆う「赤穂コールドロン」の一部となり、その痕跡がよく視認できる。編入前の名残で、JR西日本の駅名に「備前福河駅」が見られる。

### 赤穂の日本遺産
- Story 01　「日本第一」の塩を産したまち 播州赤穂[8]
- Story 02　 荒波を越えた男たちの夢が紡いだ異空間～北前船寄港地・船主集落～坂越[9]

#### 「赤穂」の由来
「赤穂」は享保12年（1727年）の『播州赤穂郡志』によればこの地の水辺にみられる赤色のタデの穂に由来するという。『和名類聚抄』の「播磨国郡郷考」では「阿加保（あかほ）」という表記である。また、1913年（大正2年）の「教育画集赤穂義士」の表紙のふりがなも「あかほぎし」となっている。旧仮名遣いの「あかほ」を「あこう」と読んでいたという説もあるが、国語学的には「あかほ」を「あかお（塩味・しほみ→しおみ）」と読んだものが、「あこ（尾上・オノウエ→オノエ）」となり、その後「あこう」となったと考えられる。江戸後期の「播州名所巡覧図絵」には、「赤穂鹽」は「あこしほ」となっている。なお、赤穂市の広報紙は第3号まで「赤穂市公報」、第4号から「廣報あかほ（広報あかほ）」だったが1960年（昭和35年）4月の100号で「広報あこう」へ改められた。
小惑星(4797) Akoは赤穂市に因んで命名された。

## 地理

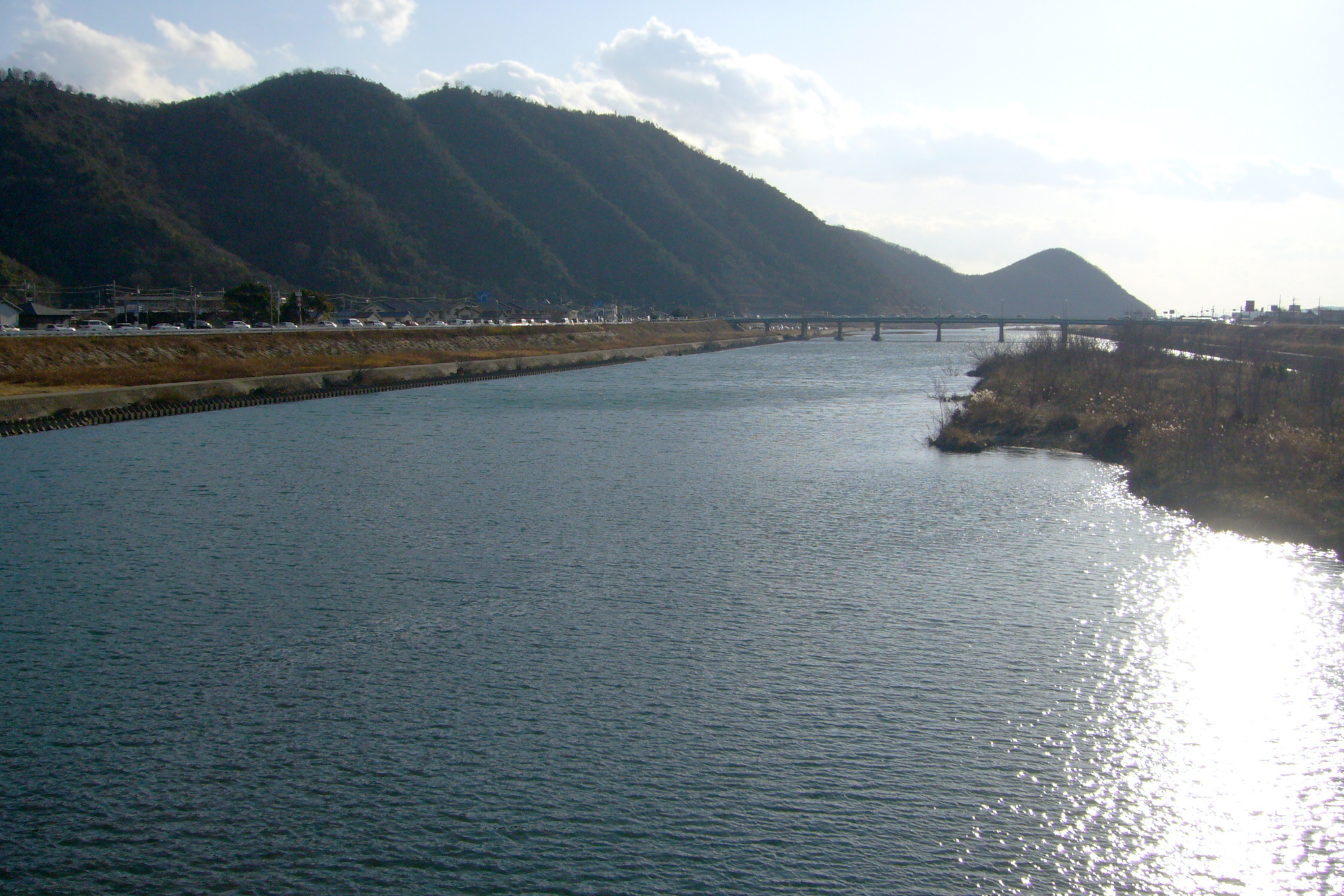
千種川（名水百選）

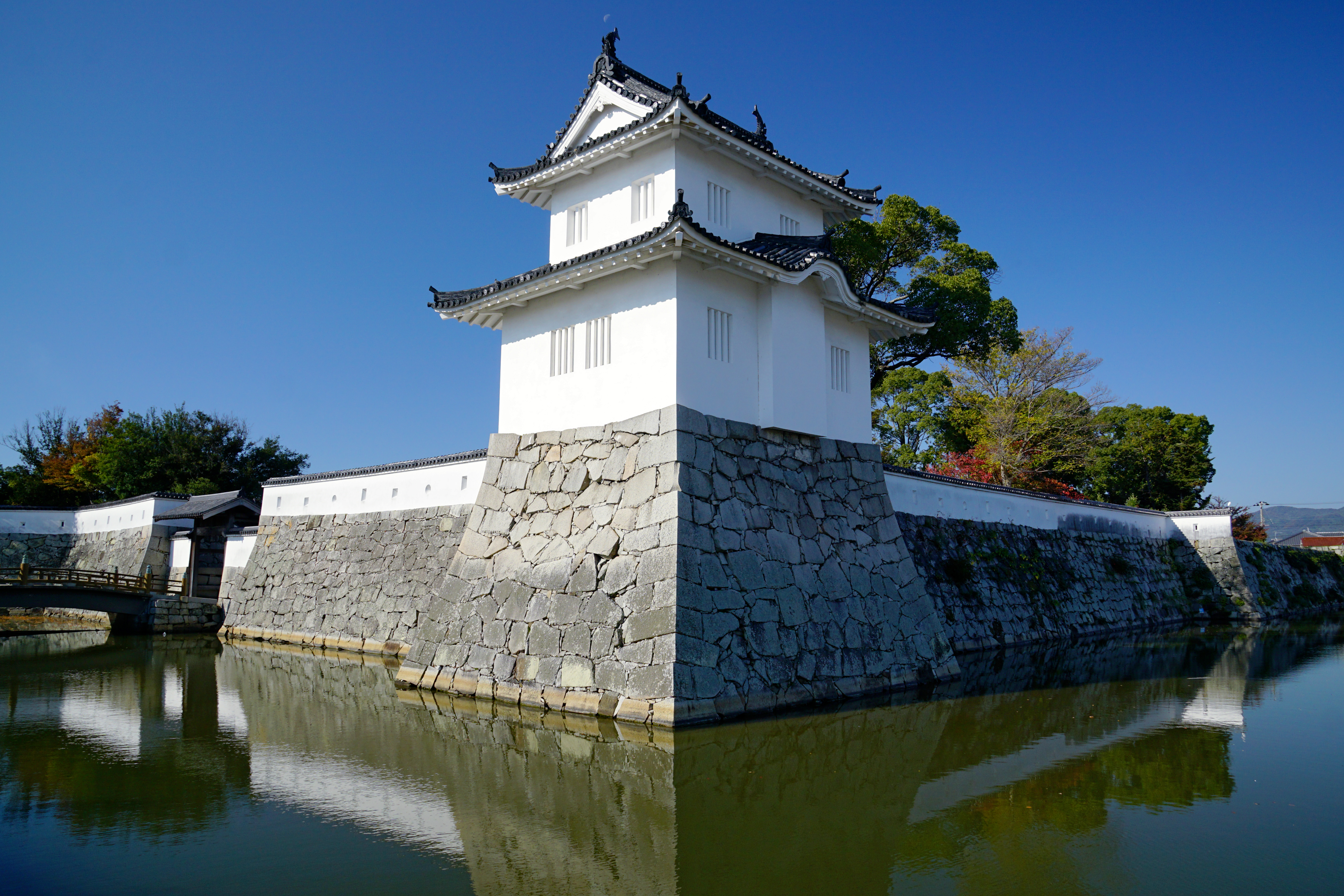
赤穂城跡

赤穂市中心部周辺の空中写真。1980年撮影の21枚を合成作成。。

播磨灘に注ぐ千種川（名水百選）の河口に広がる平野地に、赤穂城を中心とした城下町の名残が残る市街地と、古い港町の町並みが美しく、牡蠣の養殖が盛んな坂越（都市景観100選、日本遺産）、瀬戸内海国立公園で赤穂温泉のある御崎などで知られる。
赤穂市は、恐竜が生息していた約8200万年前（白亜紀後期）に火山が噴火してできた巨大な赤穂カルデラ（赤穂コールドロン）の中に市域がスッポリ入る珍しい特徴の地形にあり、その規模は南北約16キロ・東西約21キロにも及び、日本国内では阿蘇カルデラ（約25km）、姶良カルデラ（約20km）に匹敵する。カルデラに特徴的な地層で、割れ目にマグマが入り込んでできる「平行岩脈群」が赤穂御崎を中心とする海岸域に多く露出しており、現在でも見ることができる。

### 気候
瀬戸内海沿岸に位置する赤穂市は、日本の気候区分でいう瀬戸内海式気候に属し、1年間を通して晴天の日が多いため、古くから塩田が栄えた。
平成24年から平成29年(平成27年はデーターなし)の5年間の平均気温は16.2℃、降水量は1,091mm。積雪は殆どない。

### 隣接している自治体
- 相生市
- 赤穂郡：上郡町
- 姫路市（海上で隣接） - 家島と赤穂市を結ぶ海底送水管（1984年開通）は、国内最長、最大規模 (13.862km) で、日本の近代水道百選に選ばれている。
- 岡山県備前市

## 歴史

### 江戸時代まで
赤穂市域では旧石器時代の遺跡・遺物は確認されておらず、赤穂市で人間の活動が確認できるのは縄文時代早期（西有年・馬路池遺跡）以降のことである。
縄文時代後期以降には市北部の有年地区を中心に集落の増加がみられ、弥生時代中期に入ると大規模な集落（東有年・沖田遺跡、有年原・田中遺跡）が出現する。
弥生時代から古墳時代には、有年原・田中遺跡墳丘墓群（弥生時代後期）や有年牟礼・山田遺跡方形周溝墓群（弥生時代終末期）、放亀山1号墳（古墳時代前期・前方後円墳）、蟻無山1号墳（古墳時代中期・帆立貝形古墳）など、大型の首長墓・首長墳が複数築かれているほか、飛鳥時代から平安時代にかけても市北部の有年地区に遺跡が集中している。
ちなみに福浦地区を除く市域をはじめとする旧赤穂郡（現在の赤穂市・相生市・上郡町域）は古代の令制国における播磨国に属したことが平城宮・京跡出土木簡から判明している。また、『和名類聚抄』では播磨国赤穂郡の項に八つの郷が挙げられており、そのうち「坂越」は赤穂市坂越、「周勢須世」は赤穂市周世、「大原」は赤穂市西有年もしくは有年原に比定されている。
奈良時代から平安時代になると千種川からの土砂の堆積により千種川河口部（現在の市街地付近）の陸地化が進行し、徐々に集落が営まれるようになり、東大寺などが管理する荘園（石塩生荘）も成立した。
中世（15世紀中頃）には加里屋（現在の赤穂市加里屋）に「古城」とよばれる砦が築かれるなど、千種川河口部の集落の拡大が進む。このころ赤穂郡は赤松氏の支配下にあったと考えられている。
慶長年間には、赤穂は池田長政の領地となり「掻上城」が築かれる。その後、垂水半左衛門勝重による郡代支配などを経て、池田政綱が元和元年（1615年）に入封し、天正年間に一時的に行われた生駒親正の赤穂支配以来、改めて赤穂藩が成立した。ちなみに福浦地区については江戸時代を通じて岡山藩領となっている。
その後、正保2年（1645年）に2代藩主池田輝興の改易に伴って浅野家が入封する。しかし3代藩主浅野長矩も赤穂事件によって元禄14年（1701年）に改易された。その後永井直敬が一時的に入封するもすぐに転封となり、宝永3年（1706年）に森長直が入封、明治4年（1871年）廃藩置県まで森家が赤穂藩主となった。

### 明治年間
廃藩置県後、赤穂藩領であった市域の大部分は赤穂県、岡山藩領であった福浦地区は岡山県となった。赤穂県は飾磨県を経て兵庫県に編入された。
1899年（明治32年）8月28日、台風接近に伴う暴風雨により死者や家屋の全半壊が発生する被害。加えて塩田地帯では塩の中間生成物が流されて生産ができなくなり、雇用問題が深刻化した。

### 昭和年間
- 1976年（昭和51年）9月10日 - 台風（昭和51年台風第17号）の接近に伴う集中豪雨により千種川が氾濫。数日間、市中心部の約一万戸が床下浸水の状態となった[22]。

### 行政区域の変遷
- 1951年（昭和26年）9月1日 - 赤穂郡赤穂町・坂越町・高雄村が新設合併して赤穂市が発足。
- 1955年（昭和30年）4月1日 - 赤穂郡有年村を編入。
- 1963年（昭和38年）9月1日 - 岡山県和気郡日生町の一部（寺山を除く大字福浦）を編入。

1946年（昭和21年）1月23日付の「坂内」地区（赤穂・坂越・高雄）3町村長連名による申し合わせでは、3町村の合併により市制施行後、有年村・福河村に合併を働きかけることが記されていて、この時点ですでに現在の赤穂市域とほぼ同じ構想であったことがわかる。1947年（昭和22年）9月に赤穂市制準備委員会が発表した構想には「田園都市」「塩業を中心とする生産都市」「国立公園を背景とする都市」の理想を掲げている。シャウプ勧告を経て1950年（昭和25年）12月15日に兵庫県が開いた説明で人口5000人以下の町村に統合を説いたことで合併の動きが急速に進展する。坂越町の一部に相生市も含めた大合併を説く意見があり即時の合併には至らなかったが、協議を重ねた末に坂越町でも住民投票で3町村合併賛成が多数を占める結果となった。
平成期に入り赤穂郡上郡町との間で合併協議を行っていたが、2007年（平成19年）9月に行われた住民投票で合併反対票が賛成票を大きく上回った。これを受けて、上郡町との合併は断念された。

## 行政
- 市長：牟礼正稔（2019年1月27日就任、現在2期目）

歴代市長
| 代   | 氏名       | 就任日        | 退任日         |
| ---- | ---------- | ------------- | -------------- |
| 初代 | 鳥羽嘉壽夫 | 1951年10月1日 | 1953年4月27日  |
| 2代  | 小幡榮亮   | 1953年5月23日 | 1973年5月22日  |
| 3代  | 笠木忠男   | 1973年5月23日 | 1989年5月22日  |
| 4代  | 岩崎俊男   | 1989年5月23日 | 1990年12月18日 |
| 5代  | 北爪照夫   | 1991年1月27日 | 2003年1月26日  |
| 6代  | 豆田正明   | 2003年1月27日 | 2015年1月26日  |
| 7代  | 明石元秀   | 2015年1月27日 | 2019年1月26日  |
| 8代  | 牟礼正稔   | 2019年1月27日 | 現職           |

## 議会

### 市議会
- 定数：18名
- 任期：2021年（令和3年）4月9日 - 2025年（令和7年）4月8日
- 議長：土遠孝昌（赤諒会）
- 副議長：西川浩司（新風）

| 会派名             | 議席数 | 議員名（◎は代表）                             |
| ------------------ | ------ | --------------------------------------------- |
| 新風               | 5      | ◎山田昌弘、釣昭彦、山野崇、奥藤隆弘、西川浩司 |
| 赤諒会             | 4      | ◎前田尚志、榊悠太、中谷行夫、土遠孝昌         |
| 千種               | 3      | ◎田渕和彦、安田哲、荒木友貴                   |
| 政翔会             | 2      | ◎井田佐登司、家入時治                         |
| 公明党             | 2      | ◎前川弘文、南條千鶴子                         |
| 会派に属さない議員 | 2      | 瓢敏雄、深町直也                              |

### 兵庫県議会（赤穂市、赤穂郡及び佐用郡選挙区）
- 定数：1名
- 任期：2023年（令和5年）4月30日 - 2027年（令和9年）4月29日

| 氏名     | 会派名     | 当選回数 |
| -------- | ---------- | -------- |
| 長岡壯壽 | 自由民主党 | 6        |

### 衆議院
- 任期：2021年（令和3年）10月31日 - 2025年（令和7年）10月30日（「第49回衆議院議員総選挙」参照）

| 選挙区 | 議員名 | 党派名     | 当選回数 | 備考   |
| --- | ------ | ---------- | -------- | ------ |
| 兵庫県第12区（赤穂市、相生市、たつの市、宍粟市、姫路市（旧家島町・夢前町・香寺町・安富町域）、神崎郡、揖保郡、赤穂郡、佐用郡） | 山口壯 | 自由民主党 | 7        | 選挙区 |

## 姉妹都市・提携都市

### 姉妹都市
- 笠間市（茨城県） - 1980年（昭和55年）11月7日姉妹都市提携
- 山鹿市（熊本県） - 2002年（平成14年）2月3日姉妹都市提携
- ロッキングハム市（英語版）（オーストラリア連邦西オーストラリア州） - 1997年（平成9年）4月姉妹都市提携

### 圏域提携都市
- 東備西播定住自立圏 - 2009年（平成21年）連携協定を締結。
（参加自治体）岡山県備前市、兵庫県赤穂市、赤穂郡上郡町。
- 播磨圏域連携中枢都市圏 - 2015年（平成27年）姫路市と播磨圏域連携中枢都市圏形成に係る連携協約を締結。
（参加自治体）姫路市、赤穂市、相生市、加古川市、高砂市、加西市、宍粟市、たつの市、稲美町、播磨町、市川町、福崎町、神河町、太子町、上郡町、佐用町の8市8町で構成。

## 義士親善友好都市

### 忠臣蔵サミット
- 義士親善友好都市交流会議 - 1989年（平成元年）創設。通称「忠臣蔵サミット」。赤穂市の呼びかけにより、「赤穂義士ゆかりの地」の所在する全国の自治体が、親善と友好を深めながら情報交換を行い、地域の活性化と発展向上のために相互協力していくことを目的に創設。毎年、一回開催される忠臣蔵サミットは加盟自治体のひとつが開催地となっている。
- 北海道砂川市 岩手県一関市 栃木県大田原市 茨城県笠間市 茨城県桜川市 群馬県安中市 群馬県藤岡市 東京都千代田区 東京都中央区 東京都港区 東京都新宿区 東京都墨田区 東京都豊島区 新潟県新潟市 新潟県新発田市 長野県諏訪市 愛知県南知多町 愛知県西尾市 滋賀県大津市 滋賀県野洲市 京都市山科区 兵庫県赤穂市 兵庫県明石市 兵庫県相生市 兵庫県豊岡市 兵庫県加西市 兵庫県加東市 兵庫県丹波篠山市 岡山県津山市 広島県三次市 長崎県平戸市 熊本県山鹿市以上、加盟自治体（32市区町、2019年末現在）。
- 現在、兵庫県多可町[24]、香川県小豆島町[25]と土庄町が参加調整中[26]。将来的には中国・武林市（wu lin）、韓国・ソウル特別市（ハンソンブ）などの参加も計画されている[27](平成29年調べ)。
- 西尾市（旧・吉良町）、一関市、墨田区、千代田区[28]、中央区[29]、新宿区[30]、豊島区[31]、安中市[32]、藤岡市、諏訪市、新潟市[33]、平戸市[34]などが、過去の恩讐を越え参加いただいている。
  - 一方、義央の菩提寺・万昌院がある中野区（天領）、義士祭当日に先祖の供養がある米沢市（上杉家）[35]、泉岳寺に寄進の梵鐘を廃棄された[36]熊本市（細川家）、松の廊下で毛利師就が刃傷を受けた下関市（毛利家）、浪人や町人の集団に江戸藩邸を襲撃され屋敷を移動した岡崎市および浜松市（水野家）、家中に大石氏があるも一貫して吉良方に与した弘前市（津軽家）、再興された高家吉良氏の領地があった世田谷区と横浜市（蒔田流吉良家）は参加辞退の立場を変えていない。また、義士を粗略に扱い非難された松山市（久松家）、吉良と親密だった吉田町（伊達家）、脇坂赤穂事件のたつの市（脇坂家）[37]については自治体レベルの交渉自体が記されてない（民間レベルでの各市との交流はある[38]。前項の興聖寺による松山義士祭も参照）。
  - 義士を尊敬し同じデザインの衣装に因む新選組を擁した会津若松市（松平家）、赤穂藩の宗家である広島市（浅野家）については、それぞれ長州やアメリカとの複雑な関係、「平和市長会議」のホストという立場[39]などから参加可否の検討段階までに至っていない[40]。

### 災害相互応援協定
- 義士親善友好都市間における災害応急対策活動の相互応援協定 - 忠臣蔵サミット加盟自治体のうち23の自治体が、災害時における相互応援協定を結んでいる。
- 北海道砂川市、岩手県一関市、茨城県笠間市、茨城県桜川市、栃木県大田原市、群馬県藤岡市、東京都千代田区、東京都港区、東京都新宿区、東京都墨田区、新潟県新発田市、長野県諏訪市、愛知県西尾市、滋賀県大津市、滋賀県野洲市、兵庫県相生市、兵庫県豊岡市、兵庫県赤穂市、兵庫県加西市、兵庫県丹波篠山市、兵庫県加東市、広島県三次市、熊本県山鹿市（23市区町、2019年末現在）。

## 経済

### 特産品
- 忠臣蔵に関する物品
- 塩を使った食品
  - 赤穂の塩
  - 塩味饅頭
  - 播州赤穂塩ラーメン
- 坂越牡蠣
  - 牡蠣加工食品
- イカナゴの釘煮
- 赤穂みかん
- 穂竜 - 赤穂生まれの鑑賞用金魚の品種。銀色の基本色に金色の柄の載った高頭出目パールが特徴。市内で行われる品評会には全国から愛好家が集まる。

兵庫県指定伝統工芸品
- 赤穂雲火焼 - 江戸時代後期に大嶋黄谷によって創出された焼き物[41]。夕焼け雲を連想させる独特の紋様が特徴。
- 赤穂緞通[42]（日本三大緞通） - 江戸時代末期に児島なかによって発案された綿の緞通。全工程が手作業で、挟せて、摘む（つむ）独自の技法で織られ、その独特な色合いと文様は幻の緞通とも言われた。最盛期は高級敷物として海外にも輸出、皇后の御召列車や東宮の御船、枢密院玉座の敷物として使われた。京都祇園祭で保存使用されている屏風飾りの敷物の多くも赤穂緞通である。佐賀の鍋島と大阪の堺と並んで日本三大緞通の一つ[43]。

### 産業
赤穂市の労働力人口のうち、産業分類別就業者比率（H27年）
- 第1次産業就業者数 483人(2,3%)
- 第2次産業就業者数 7,095人(33,3%)
- 第3次産業就業者数 13,436人(63,0%)

### 主な産業事業所
- アース製薬（研究所・坂越工場・赤穂工場）
- 赤穂あらなみ塩
- 赤穂化成（本社・赤穂工場）
- 赤穂ソルト開発
- 関西電力（赤穂発電所）・（南赤穂変電所）
- 栗田工業（赤穂事業所）
- 黒崎播磨（赤穂工場）
- 正同化学工業（赤穂工場）
- 品川リフラクトリーズ（赤穂工場）
- 住友大阪セメント（赤穂工場）
- タテホ化学工業（赤穂工場）
- TOTOバスクリエイト（赤穂工場）
- 日本海水（赤穂工場）
- 日本梱包運輸倉庫（赤穂営業所）
- 三菱電機（系統変電システム製作所）
- 桃井製網（本社・工場）
- ユニチカ（坂越事業所）
- 吉野工業所（赤穂工場）
- 阪本薬品工業（赤穂工場）
- 富士フイルム和光純薬（播磨工場）
- DSLジャパン（赤穂工場）
- ダイプラ（赤穂工場）
- アコオ機工（本社・工場）
- MORESCO（赤穂工場）
- VAT株式会社（赤穂事業所）

### 漁業

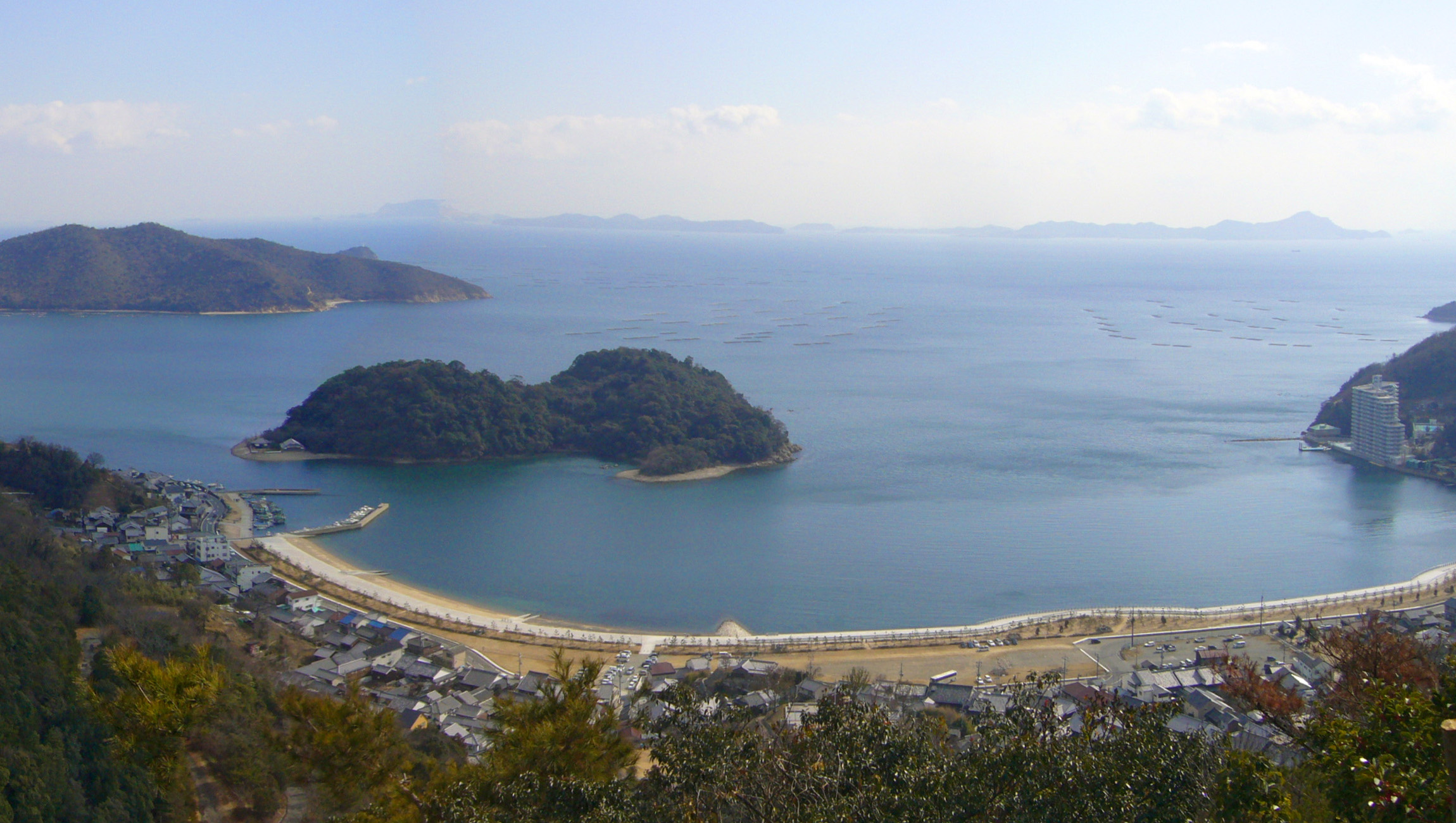
坂越港全景

- 坂越漁港
- 福浦漁港

### 金融機関
- みなと銀行（赤穂支店） - 指定金融機関
- 中国銀行（赤穂支店）
- トマト銀行（赤穂支店）
- 播州信用金庫（赤穂支店）
- 備前日生信用金庫（赤穂支店・塩屋出張所）
- 姫路信用金庫（赤穂支店）
- 兵庫信用金庫（赤穂支店・尾崎出張所）
- 淡陽信用組合（赤穂支店）

### 電力
福浦地区は中国電力ネットワークの供給エリアで、それ以外は関西電力送配電の供給エリアである。

## 地域

### 人口
2010年（平成22年）国勢調査より前回調査からの人口増減をみると、2.43%減の50,533人であり、増減率は県下41市町村中19位、49行政区域中27位。
| |                                        |  |
| 赤穂市と全国の年齢別人口分布（2005年） | 赤穂市の年齢・男女別人口分布（2005年） |  |
| ■紫色 ― 赤穂市 ■緑色 ― 日本全国 | ■青色 ― 男性 ■赤色 ― 女性              |  |
| 赤穂市（に相当する地域）の人口の推移 \| 1970年（昭和45年） \| 45,942人 \| \| \| 1975年（昭和50年） \| 49,583人 \| \| \| 1980年（昭和55年） \| 51,046人 \| \| \| 1985年（昭和60年） \| 52,374人 \| \| \| 1990年（平成2年） \| 51,131人 \| \| \| 1995年（平成7年） \| 51,426人 \| \| \| 2000年（平成12年） \| 52,077人 \| \| \| 2005年（平成17年） \| 51,794人 \| \| \| 2010年（平成22年） \| 50,523人 \| \| \| 2015年（平成27年） \| 48,567人 \| \| \| 2020年（令和2年） \| 45,892人 \| \| |                                        |  |
| 総務省統計局 国勢調査より |                                        |  |
| 1970年（昭和45年） | 45,942人                               |  |
| 1975年（昭和50年） | 49,583人                               |  |
| 1980年（昭和55年） | 51,046人                               |  |
| 1985年（昭和60年） | 52,374人                               |  |
| 1990年（平成2年） | 51,131人                               |  |
| 1995年（平成7年） | 51,426人                               |  |
| 2000年（平成12年） | 52,077人                               |  |
| 2005年（平成17年） | 51,794人                               |  |
| 2010年（平成22年） | 50,523人                               |  |
| 2015年（平成27年） | 48,567人                               |  |
| 2020年（令和2年） | 45,892人                               |  |

## 教育
| 幼稚園                | 小学校                | 中学校                |
| --------------------- | --------------------- | --------------------- |
| 赤穂市立 赤穂幼稚園   | 赤穂市立 赤穂小学校   | 赤穂市立 赤穂中学校   |
| 赤穂市立 城西幼稚園   | 赤穂市立 城西小学校   | 赤穂市立 赤穂中学校   |
| 赤穂市立 塩屋幼稚園   | 赤穂市立 塩屋小学校   | 赤穂市立 赤穂西中学校 |
| 赤穂市立 赤穂西幼稚園 | 赤穂市立 赤穂西小学校 | 赤穂市立 赤穂西中学校 |
| 赤穂市立 尾崎幼稚園   | 赤穂市立 尾崎小学校   | 赤穂市立 赤穂東中学校 |
| 赤穂市立 御崎幼稚園   | 赤穂市立 御崎小学校   | 赤穂市立 赤穂東中学校 |
| 赤穂市立 坂越幼稚園   | 赤穂市立 坂越小学校   | 赤穂市立 坂越中学校   |
| 赤穂市立 高雄幼稚園   | 赤穂市立 高雄小学校   | 赤穂市立 坂越中学校   |
| 赤穂市立 有年幼稚園   | 赤穂市立 有年小学校   | 赤穂市立 有年中学校   |
| 赤穂市立 原幼稚園     | 赤穂市立 原小学校     | 赤穂市立 有年中学校   |

| 高等学校              |
| --------------------- |
| 兵庫県立 赤穂高等学校 |

| 特別支援学校              |
| ------------------------- |
| 兵庫県立 赤穂特別支援学校 |

| 大学・専門学校                                         |
| ------------------------------------------------------ |
| 関西福祉大学                                           |
| はくほう会医療専門学校赤穂校（旧西はりま医療専門学校） |

## マスメディア
- 神戸新聞社赤穂支局
- 赤穂新聞社
- 赤穂民報社
- eo光テレビ（ケーブルテレビ）
- 地上デジタル放送・地上アナログ放送（高山から送出、垂直偏波）

| 放送局名             | デジタル放送   | デジタル放送 | デジタル放送 | デジタル放送 | アナログ放送 （2011年（平成23年）7月24日終了時点） | アナログ放送 （2011年（平成23年）7月24日終了時点） | アナログ放送 （2011年（平成23年）7月24日終了時点） | アナログ放送 （2011年（平成23年）7月24日終了時点） | アナログ放送 （2011年（平成23年）7月24日終了時点） |
| 放送局名             | リモコンキーID | チャンネル   | 空中線電力   | ERP          | チャンネル                                         | 空中線電力                                         | 空中線電力                                         | ERP                                                | ERP                                                |
| 放送局名             | リモコンキーID | チャンネル   | 空中線電力   | ERP          | チャンネル                                         | 映像                                               | 音声                                               | 映像                                               | 音声                                               |
| -------------------- | -------------- | ------------ | ------------ | ------------ | -------------------------------------------------- | -------------------------------------------------- | -------------------------------------------------- | -------------------------------------------------- | -------------------------------------------------- |
| NHK 神戸総合         | 1              | 22           | 1W           | 4.9W         | 50                                                 | 10W                                                | 2.5W                                               | 32W                                                | 10W                                                |
| NHK 大阪教育         | 2              | 13           | 1W           | 4.9W         | 52                                                 | 10W                                                | 2.5W                                               | 32W                                                | 10W                                                |
| SUN サンテレビジョン | 3              | 26           | 1W           | 4.2W         | 56                                                 | 10W                                                | 2.5W                                               | 32W                                                | 8.1W                                               |
| MBS 毎日放送         | 4              | 16           | 1W           | 4.2W         | 54                                                 | 10W                                                | 2.5W                                               | 32W                                                | 8.1W                                               |
| ABC 朝日放送         | 6              | 15           | 1W           | 4.2W         | 58                                                 | 10W                                                | 2.5W                                               | 32W                                                | 8.1W                                               |
| KTV 関西テレビ放送   | 8              | 17           | 1W           | 4.2W         | 60                                                 | 10W                                                | 2.5W                                               | 32W                                                | 8.1W                                               |
| ytv 讀賣テレビ放送   | 10             | 14           | 1W           | 4.2W         | 62                                                 | 10W                                                | 2.5W                                               | 32W                                                | 8.1W                                               |

## 交通
JR線では、新快速電車が朝夕直通運転することにより、京阪神から乗換することなく播州赤穂駅へ直結（大阪駅から約110分、三ノ宮駅から約90分）している。
車の場合、吹田ICから約90分、神戸JCTから約70分で山陽自動車道赤穂ICへアクセスする。

### 鉄道
中心となる駅：播州赤穂駅 - 駅舎は第3回近畿の駅百選に選ばれている。
西日本旅客鉄道（JR西日本）
- 山陽本線
  - 有年駅
- 赤穂線
  - 坂越駅 - 播州赤穂駅 - 天和駅 - 備前福河駅

その他、山陽新幹線が相生駅 - 岡山駅間で当市を通過している。

#### かつて存在した鉄道路線
- 赤穂鉄道（1951年12月12日廃止）

### バス
赤穂市などの自治体が運行委託するコミュニティバスも含め、ウエスト神姫（現：ウイング神姫）が市内全域およびび隣接する市・郡部との連絡を担っている。

### 道路
- 山陽自動車道　赤穂インターチェンジ
- 国道2号、国道250号、国道373号

### 港湾
- 赤穂港（地方港湾）
- 坂越港（地方港湾）

## 名所・旧跡・観光スポット・施設
赤穂観光情報センター - JR播州赤穂駅構内2階にある社団法人赤穂観光協会の運営する観光案内所。市内及び近隣地域の観光案内の他、宿泊やレンタサイクルなどの情報を提供する。土産物や義士グッズなどを販売するコーナーもある。

### 加里屋・上仮屋（中心市街地）エリア

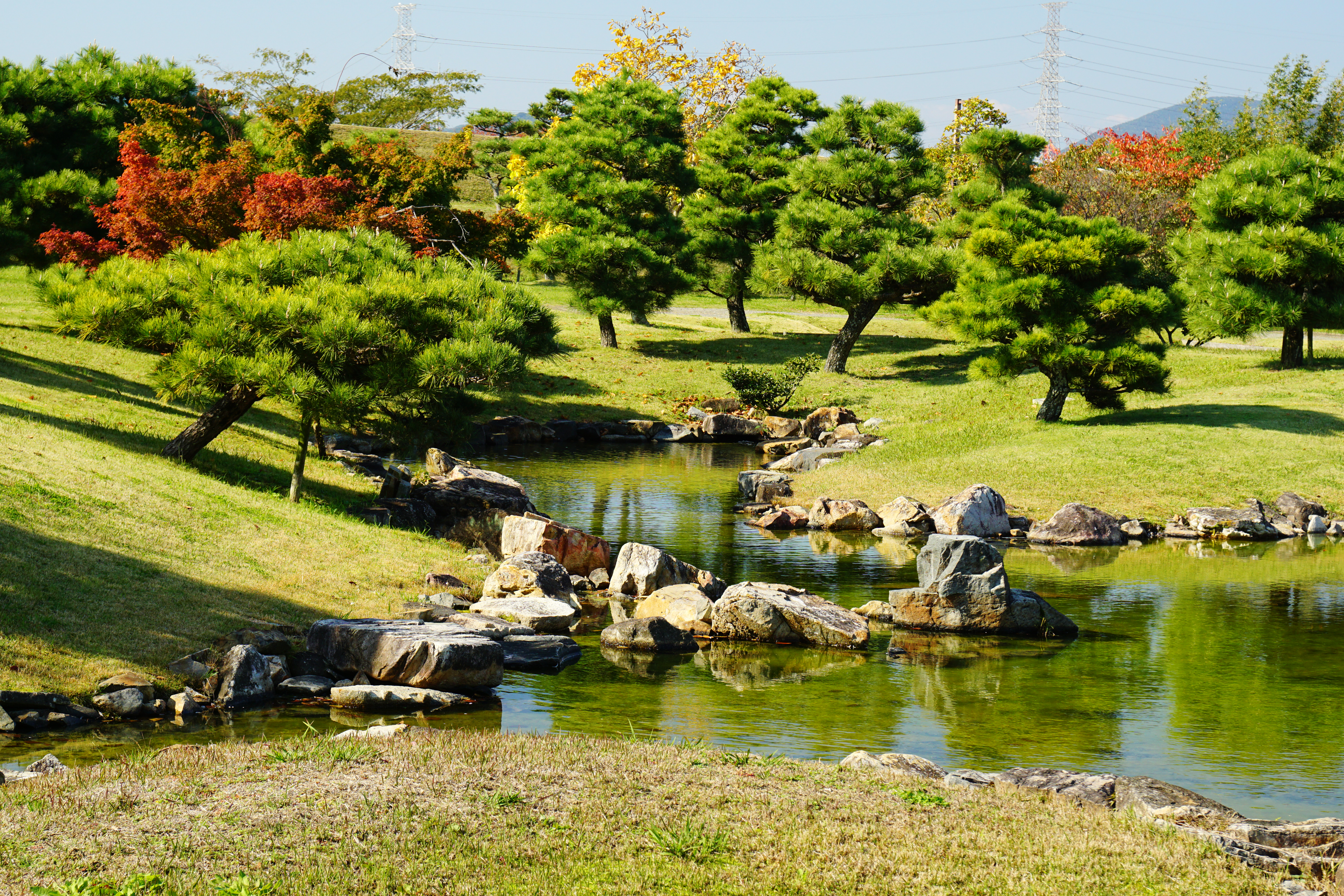
赤穂城本丸庭園（国の名勝）

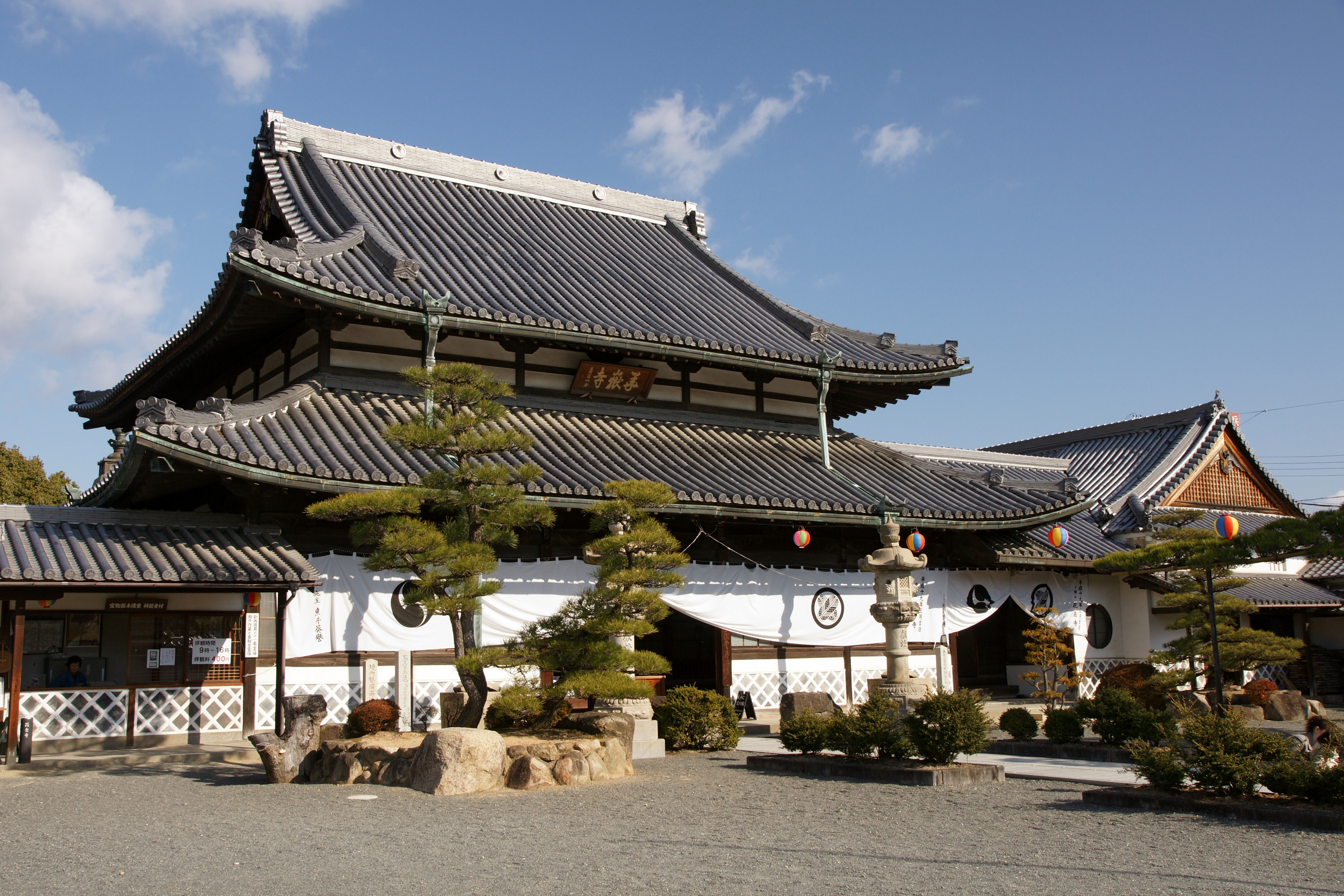
花岳寺

- 赤穂城跡（国の史跡、日本100名城、日本の歴史公園100選）
  - 本丸庭園・二之丸庭園（国の名勝）
  - 太鼓橋 - 1935年（昭和10年）に復元。
  - 高麗門 - 赤穂城の大手門・表虎口（おもてこぐち）。外門に相当。
  - 櫓門 - 同上。内門に相当。石垣の上に一層櫓。
  - 高麗門二層隅櫓 - 二層の隅櫓を復元。本記事トップの右上「赤穂市」画像（左列中段「赤穂城」）も参照。
  - 番所 - 番所跡に模擬番屋（案内所）。
  - 天守台 - 天守が築かれた事はないが、「光の天守閣」イベントで天守閣のプロジェクションマッピングが投影される。
- 赤穂大石神社
  - 義芳門 - 欅材入母屋造の四脚門。1872年（明治5年）に建てられた湊川神社の神門を、1942年（昭和17年）に移築。
  - 義士宝物殿 - 義士ゆかりの遺品を保存・展示。21世紀に散逸した品物の新発見が続出している[44][45][46]。
  - 赤穂義士木像館
  - 大石邸長屋門
  - 大石邸庭園
- 花岳寺 - 新西国三十三箇所観音霊場第31番
  - 山門 - 元禄時代を偲ぶ数少ない建物で赤穂市指定文化財。元の赤穂城塩屋総門を1868年（明治元年）に移築。
  - 義士宝物館
  - 義士木像堂
  - 忠義塚
  - 赤穂藩主（浅野家・森家）[47]、大石家、赤穂義士墓所
  - 鳴らずの鐘
  - 大石名残の松
  - 御成道 - 花岳寺門前から赤穂城までの南北の道。道沿いの古い町屋は赤穂市市街地景観重要建築物に指定。
- 萬福寺 - 播磨六坊の一つ。多くの義士の遺墨が残る赤穂義士ゆかりの寺。
- 永応寺 - 播磨六坊の一つ。赤穂城下に建立された最古の寺院。赤穂藩主浅野家、赤穂義士ゆかりの寺。
- お城通り - 赤穂駅と赤穂城跡を結ぶメインストリート。城下町風への修景が進められている。
  - 息継ぎ広場 - 息継ぎ井戸
  - からくり時計「義士あんどん」 - 高さ約4mのあんどん型のからくり時計。朝9時から夜8時までの毎正時、陣太鼓の音と共に扉が開かれ、からくり人形が忠臣蔵の4つの名場面を再現する。上演時間はナレーション付きで約3分間。
- 赤穂緞通加里屋工房 - 織方の技法（赤穂市指定文化財）の見学や、機織体験もできる。
- 赤穂玩具博物館 - 古民家を活用した個人博物館。大正・昭和を中心とした昔の玩具3000点以上展示。
- ビートルズ文化博物館「サロン ド グラス オニオン」 – 熱烈なTHE BEATLESファンである個人収集家が、古民家を活用して館長を務める博物館。2万点を超える貴重な収蔵品を展示。
- 赤穂市立歴史博物館 – 赤穂事件や忠臣蔵、赤穂藩、赤穂上水、坂越北前船、赤穂塩の歴史などを紹介展示。
- 赤穂市立民俗資料館（旧大蔵省赤穂塩務局庁舎） - 国会議事堂を建設した、旧大蔵省の臨時建築部の技師であった大熊喜邦の設計。庁舎は1905年（明治38年）に施行された塩専売法に伴い建てられた国内で現存する最古の建造物である。明治建築史上において価値が高く、兵庫県の重要有形文化財に指定されている。
- 赤穂市文化会館（ハーモニーホール） - 客席数は、大ホール1,168席（1階846席、2階316席、車椅子6席）、小ホール384席（最大432席、電動180席　移動最大252席）。クラシックに重点を置いた能や歌舞伎などにも対応できる本格的な多目的ホール。1992年（平成4年）5月竣工。
- 赤穂市立図書館 - 2002年（平成14年）グッドデザイン賞（建築環境デザイン部門）受賞。日本の最も美しい図書館（エクスナレッジ社刊）41館に選出。館内には、草間弥生「水玉の銀河2011」、奈良美智「メルティング・ムーン」などのアート作品がある。
- 赤穂市立赤穂城南緑地公園 - 城南緑地とも呼ばれる。市立の総合運動公園で体育館、武道館、屋内プール、野球場、陸上競技場、テニスコート、相撲場の他、バラ園などがあり、国体や県大会の西播磨のメイン会場にもなっている。
  - 赤穂市民総合体育館

### 塩屋（高山）・天和エリア
- 塩屋荒神社
- 赤穂ピクニック公園
- 塩屋山みかん園
- 恋ヶ浜

### 尾崎エリア
- 赤穂八幡宮 - 大石良雄や赤穂浪士関係の文化財を数多く所蔵。秋季例祭での獅子舞は兵庫県無形民俗文化財。
- おせど（大石良雄仮寓地跡）
- 普門寺 - 木造千手観音坐像（十一面千手千眼観世音菩薩坐像）は、国の重要文化財。
- 丸山県民サンビーチ – 松林が続く海水浴場。ビーチ沿いの山手には、テントサイト34区画を備えたキャンプ場がある。駐車場、炊飯場、シャワー（浄水）も併設。
- たでのはな美術館 – 日本板画院委員の館主によって収集された近代版画1500点あまりを展示する個人の版画専門美術館。

### 御崎エリア

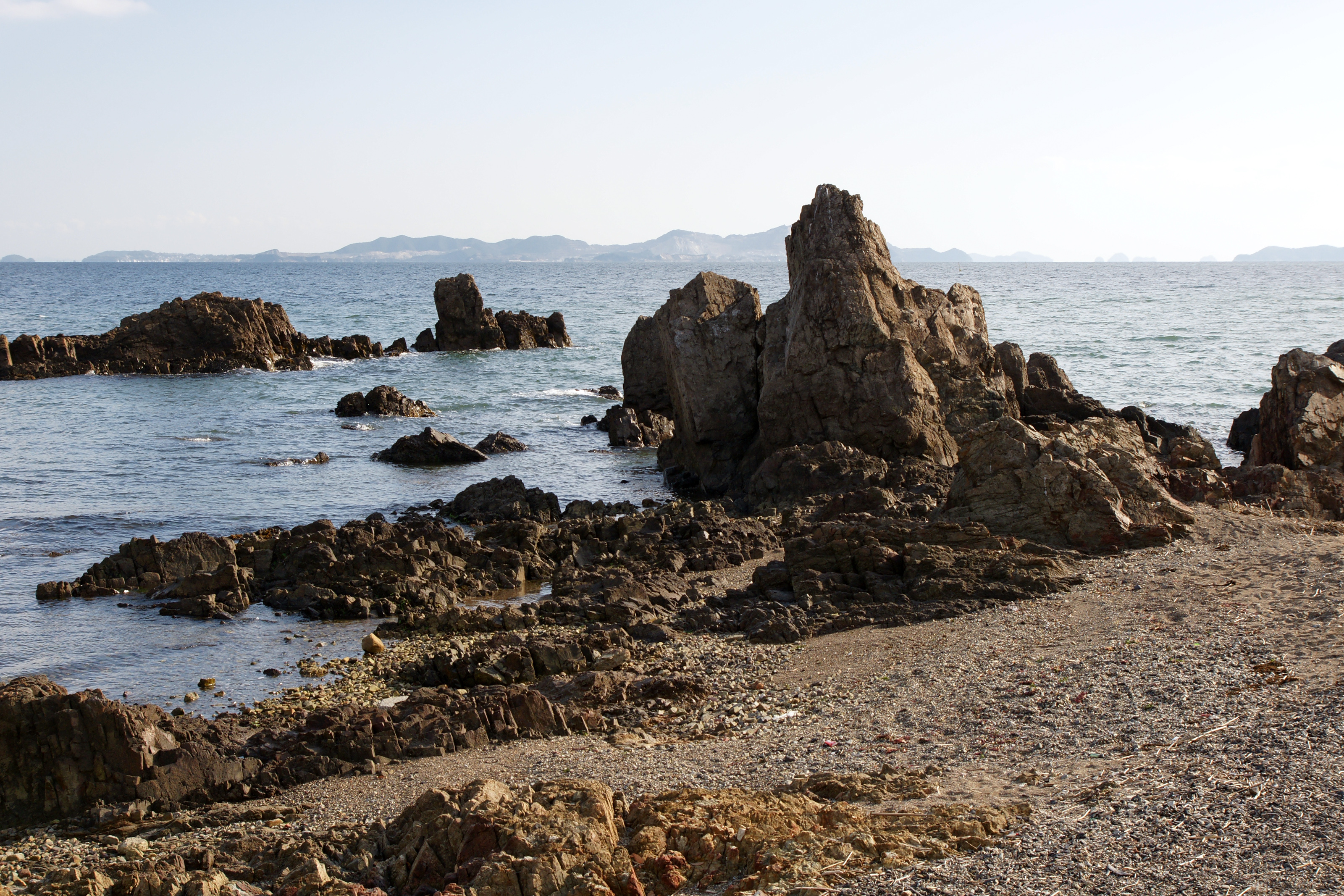
御崎（国の名勝、大塚海岸ライオン岩付近）

- 赤穂御崎 （国の名勝、瀬戸内海国立公園、日本百景、日本の夕陽百選、恋人の聖地、美しい日本の歩きたくなるみち500選）
  - 赤穂温泉（赤穂御崎温泉）（名湯百選）
  - 伊和都比売神社（御崎明神） - 式内社。古来より航海安全、縁結びの神として信仰。
  - 大石名残の松 - 内蔵助が赤穂を離れる船から眺めたという松。花岳寺の“大石名残の松”とは別。
  - たたみ岩（御前岩）
  - きらきら坂 - にちよう朝市「御崎マルシェ」（毎月第二日曜日開催）
  - 福浦海水浴場 - 赤穂御崎の海岸遊歩道沿いにあり、最盛期の昭和レトロな雰囲気が残る海水浴場。そのロケーションから、近年、民宿などがリニューアルし復興の兆しがある。
  - 東福浦海水浴場（大塚海岸） - 赤穂御崎から続く海岸遊歩道の東端にある海水浴場。夏はキャンプ客や音楽イベントなどで賑わう。
  - ライオン岩
  - 赤穂御崎展望広場
  - 大石内蔵助銅像 - 内蔵助旅立ちの姿の像。
- 赤穂市立野外活動センター - 瀬戸内海国立公園が一望できる市営のキャンプ場。
- 桃井ミュージアム （赤穂雲火焼展示館）

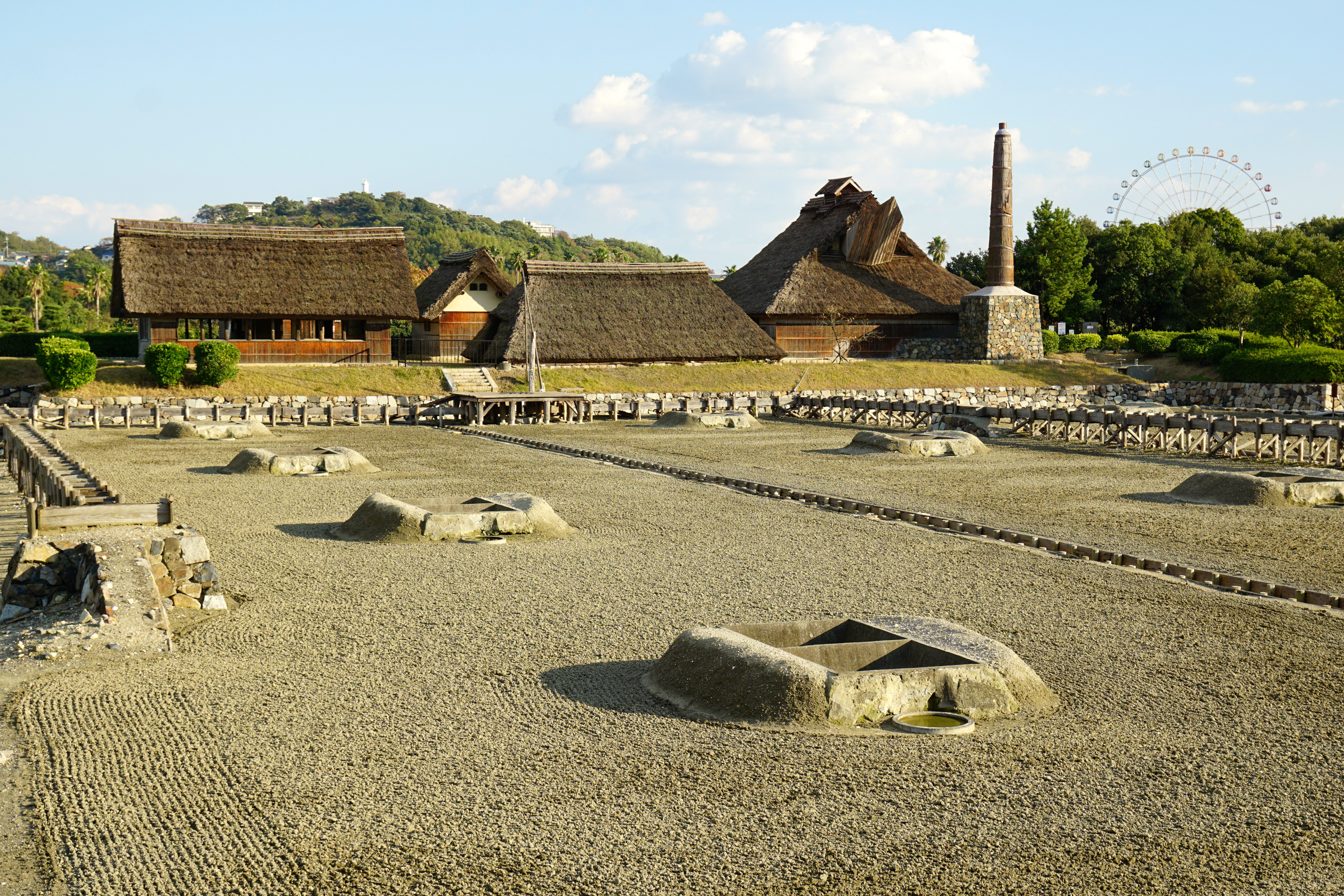
兵庫県立赤穂海浜公園「塩の国」

- 兵庫県立赤穂海浜公園 - 塩田跡に造られた面積71.7haに及ぶ、西播磨地区で最大規模の県立公園。
  - 赤穂市立海洋科学館
  - 塩の国
  - オートキャンプ場 - 広大な公園の南西域一角にある、高規格で三ツ星クラスのオートキャンプ場。
  - タテホわくわくランド - 公園内にある大型遊具施設を備えた遊園地。2012年（平成24年）10月、タテホ化学工業が命名権を取得。
  - 動物ふれあい村 - ふれあい型の動物施設で、神戸や那須のどうぶつ王国を展開するアニマルエスコートサービスが運営。
- 赤穂海浜・赤穂元禄スポーツセンター - 赤穂海浜公園に隣接し、全面人工芝の一般用サッカーコート（1面）、フットサルコート（3面）などを兼備えた多目的グラウンド施設。ナイター設備あり。兵庫県から用地を無償借用した赤穂市が施設を維持管理する。2015年（平成27年）5月竣工。
- 赤穂市立田淵記念館（赤穂市立美術工芸館 田淵記念館）
  - 田淵氏庭園（国の名勝）
- 赤穂緞通工房 東浜 - 赤穂緞通の一畳敷織機を常設、製作工程を見学できる。赤穂市東浜町に2016年（平成28年）5月開設。
- 唐船山 - 千種川の河口東岸にある、標高19mの兵庫県で一番低い山。播磨灘 - 瀬戸内海、赤穂市街地の眺望を楽しめる。昔、唐船が沈没して島（唐船島）となり、やがて陸続きとなった山で、頂上で足踏みするとドンドンと内部の空洞で反響すると言い伝えられる。
- 赤穂唐船サンビーチ - 県立赤穂海浜公園の南側に広がる遠浅の砂浜で、海水浴や潮干狩りができる。駐車場や休憩所等の設備もある。

### 坂越エリア
坂越（都市景観100選、日本遺産）

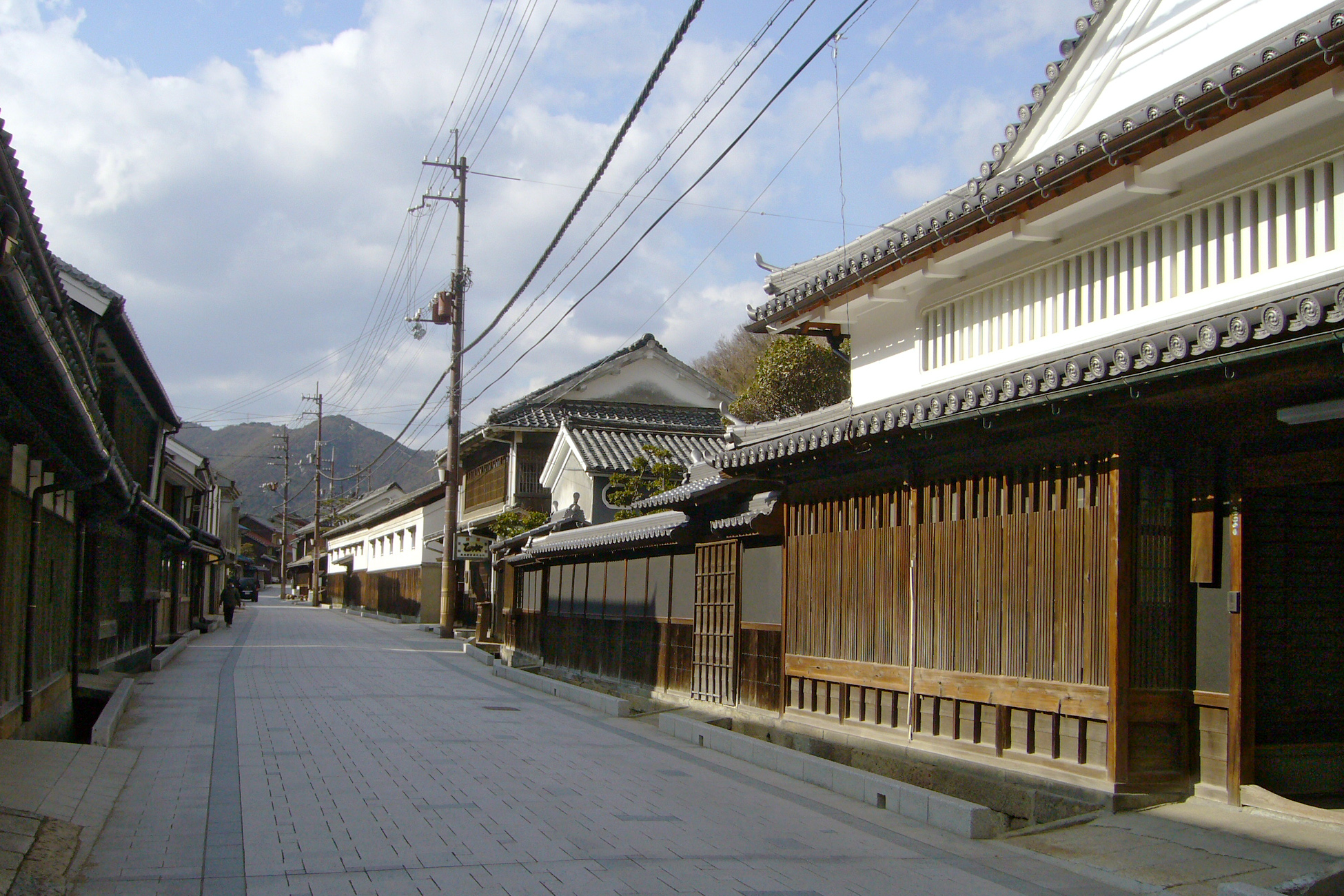
坂越（都市景観100選）

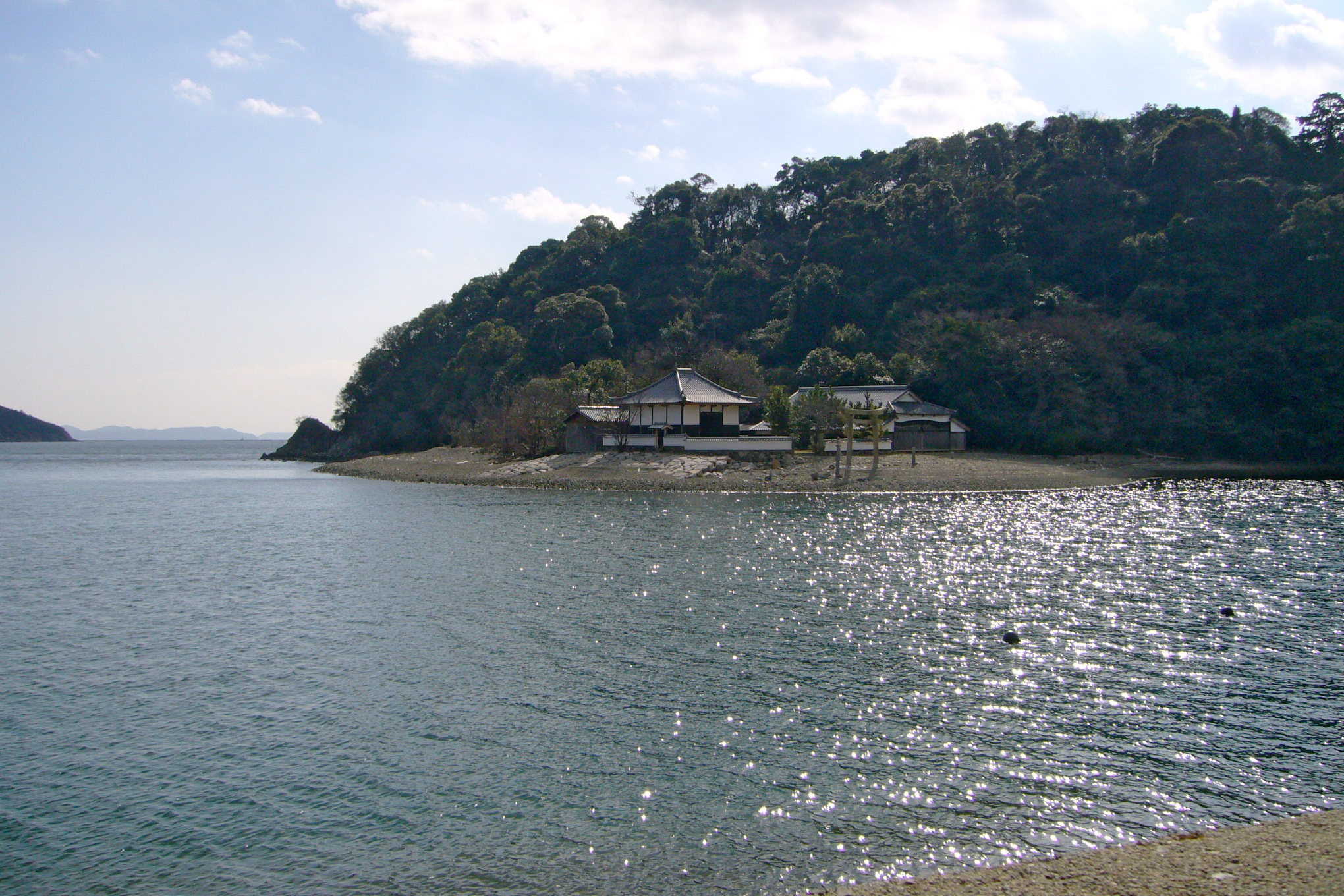
生島（国の天然記念物）

- 生島樹林 （国の天然記念物、瀬戸内海国立公園）
  - 秦河勝の墓
- 宝珠山（宝珠山 - 茶臼山登山道（ウォーキングコース）／宝珠山八十八箇所霊場）
  - 大避神社 - 坂越の船祭り（大避神社船祭り） 瀬戸内海三大船祭りの一つ。国の重要無形民俗文化財
  - 妙見寺 - 観音堂・薬師堂・奥の院
  - 妙道寺
  - 和田備後守範長公一族五霊位の墓
  - 坂越浦城
  - 茶臼山城跡
  - 船岡園
  - 児島高徳朝臣の墓 - 遥拝所
- 小倉御前（小倉宮）の墓・石碑
- 辰巳柳太郎生家 - 顕彰碑「夢」
- 坂越大道 - 千種川の高瀬舟船着き場と坂越の港を結ぶ全長300m程の大通り。通りの両側には坂越で最も往時の面影を残す美しい町並みが続く。近年、古民家を活用したカフェや人気スイーツ店が出店し、赤穂の新しい観光スポットになっている。
  - 坂越まち並み館
  - 旧坂越浦会所 - 観海楼
  - 奥藤酒造郷土館
  - 木戸門跡
  - とうろん台
- 黒崎墓所（他所三昧、兵庫県指定史跡） - 1710年（宝永7年）から1840年（嘉永元年）頃にかけて、坂越浦海域で航海中に海難や病気などによって客死した人々の集団墓地。
- 坂越緞通工房 - 赤穂緞通の技法を伝承、製作している個人工房。見学は事前に問合せが必要。
- 坂越大泊鉱山跡 - アース製薬坂越工場の背後にある、丸山の中腹に残る鉱山跡。鉱石から高品位の金が確認された後は、国内有望の金鉱脈として「昭和のゴールドラッシュ」「瀬戸内の金山」として脚光を浴びた。1959年（昭和34年）に採掘開始、1974年（昭和49年）に閉山と15年でその役割を終えたが、2016年（平成28年）に、赤穂市域全体が火山の噴火による国内最大規模のカルデラ地形内であることが判明、残る鉱山産業遺構が再評価されている。
- みかんのへた山古墳
- 海の駅しおさい市場
- 天塩スタジオ赤穂 - 塩や味噌造りなどの体験教室や、食育セミナーなどを通して和食文化の発信にと、2016年（平成28年）5月に赤穂化成坂越本社内にオープンしたキッチン付きのイベントスペース。2015年（平成27年）10月にオープンした天塩東京スタジオに続いて2ヵ所目の開設。レンタルスペースとしての貸し出しもある。

### 高雄エリア
- 尼子山 - 標高259m。別名「赤穂富士」とも言う。
  - 尼子山神社 - 尼子将監（義久）の墓
  - 尼子山城跡 - 尼子山山頂に尼子義久によって築かれた山城の跡。1563年（永禄6年）毛利軍に攻められ落城した。
- 赤穂ふれあいの森 - シイやアカマツ、コナラ、希少なシリブカガシの林などが見られる、総面積が約180haの広大な森林公園。山頂広場までは車道が整備されており、清流千種川を見下ろし、遠くに西播磨の山々や瀬戸内の海までを見渡せる絶景は、高雄橋と共に山陽新幹線の撮影ポイントでもある。
- 神護寺 - 周世の高雄山にある天台宗の寺院跡。鎌倉初期の文治年中（1185 – 90年）に京都の神護寺を中興した文覚小人が開いたと伝えられる。『播磨鑑』には天平神護（765 – 66年）に和気清麻呂が建立したとも記述されている。仏像2体と境内にある手水鉢（大石良欽寄進）や石灯籠（大石良雄寄進）など石造物5基が赤穂市有形文化財に指定されている。
  - 山王神社 - 浅野長直が赤穂城完成2年後の1663年（寛文3年）に神護寺境内に建立。1666年（寛文6年）に、三十六歌仙絵の扁額（赤穂市指定文化財）を寄進している。
- 高雄橋 - 周辺に人家なども少なく、清流千種川を跨ぐ山陽新幹線橋梁には防音壁もないため、新幹線の車両全景が撮影が可能で、橋上からの眺めは国内でも有数の名撮影地になっている。JRのCMに度々登場する西日本屈指の新幹線撮影ポイント。

### 有年エリア
- かぶ〜んうね - JR有年駅側から赤穂ふれあいの森に向かう途中にあるかぶと虫の観察施設。毎夏、期間限定でオープンする。かぶと虫の販売も有る。
- 有年原・田中遺跡公園
- 赤穂市立有年考古館
- 東有年・沖田遺跡公園

## 祭事・催事
- 赤穂かきまつり（1月下旬 - 2月上旬の日曜日） - JR赤穂線沿線の牡蠣の産地（相生・赤穂・日生）で週替わりリレー形式で行われる牡蠣祭りで、最大規模のまつり。毎年、中四国や京阪神などから2万人前後の人出がある。会場は兵庫県立赤穂海浜公園。
- 春の義士祭（4月第2日曜日） - 大石神社で開催される春の義士桜祭。公募で選ばれた女人義士行列などのパレードなどがある。
- 市民の夕べ～播州赤穂花火大会～（8月第1土曜日）[2019年の開催を最後に終了] - 夏の恒例の花火大会。兵庫県立赤穂海浜公園を会場に、約2500発の打ち上げ花火と、盆踊りや夜店、各種ステージ、企画イベントで賑わう。
- 坂越たこまつり（8月上旬の日曜日） - 「坂越盆踊り」は赤穂市の無形民俗文化財で17世紀頃から伝わる。
- ル・ポン国際音楽祭（10月上旬） - 赤穂市ゆかりの樫本大進が音楽監督を務める室内楽の国際音楽祭。2016年、10回目となる記念公演を東京サントリーホールにおいて皇后臨席の元に開催。
- 坂越の船祭り（10月第2日曜日） - 国の重要無形民俗文化財、日本遺産。瀬戸内三大船祭りの一つ。
- 赤穂八幡宮神行式（10月第3日曜日） - 兵庫県指定重要無形民俗文化財。
- 赤穂でぇしょん祭り（11月第1日曜日） - 毎年、近畿、中国、四国を中心に全国から約50団体のよさこいチームが参加、お城通りでのパレードや城跡公園で集う。多数のご当地グルメ飲食ブースやフリーマーケットなどが出店、よさこいの忘年会ともいわれる祭り。
- 赤穂シティマラソン（11月） - 第1回、3回 - 8回大会が全国ランニング大会100撰に選出。9回目にして初めて参加者が5000人を突破した。第10回と第11回は新型コロナウイルスの影響で、オンラインでの開催となっている。第13回は中止となり、代わりに赤穂市民健康マラソン大会が開催された。
- 忠臣蔵ウイーク（義士祭前約1週間） - 多彩な忠臣蔵関連の企画やイベントで赤穂市内が忠臣蔵一色になる週間。
- 赤穂義士祭（12月14日） - 令和4年（2022年）第119回赤穂義士祭では、義士行列の大石内蔵助役に俳優の中村雅俊が初参加する。コロナ感染症の拡大に配慮し、従来のパレードコースから千鳥線ルートを廃止、赤穂城大手門から、お城通りを直進するコースに変更される。

## 出身有名人
- 大石良雄（良雄は諱で、通称（仮名）は内蔵助。妻はりく。赤穂藩筆頭家老1,500石。赤穂四十七士のリーダー。）
- 大石良金（幼名は松之丞（まつのじょう）、通称は主税（ちから）。大石良雄の長男として赤穂四十七士の裏門隊のリーダーを担う。）
- 服部武雄（新選組、のち御陵衛士。1832年、赤穂藩士として生まれたといわれる。）
- 平田内蔵吉（医学者、民間療法家。弟の平田晋策は戦争小説家。長男の平田穂生はシナリオライター。孫の平田オリザは劇作家。）
- 是川銀蔵（事業家、投資家、慈善家、日本最後の相場師とも呼ばれた。）
- 河原侃二（赤穂町生まれの詩人・写真家）
- 辰巳柳太郎（坂越生まれの俳優）
- 坂本武（坂越生まれの俳優）
- 藤本達夫（ローマオリンピック競泳男子4×200m自由形リレー銀メダリスト）
- 西山松之助（歴史学者。家元制度研究家。東京教育大学名誉教授。）
- 木村碩志（企業家、薬学者。アース製薬の元常務取締役。）
- 武本康弘（アニメーター、アニメ演出家、監督）
- 友道康夫（坂越出身。JRA栗東トレーニングセンターに所属しているG1優勝馬の調教師。）
- 後藤仁（坂越出身の日本画家・絵本画家。赤穂市立田淵記念館で展覧会を開く[48]。）
- 濱田隼平（中京テレビ放送のアナウンサー。元山口朝日放送アナウンサー。）
- 釣俊輔（日本の音楽プロデューサー、作曲家、編曲家、作詞家。アゲハスプリングス所属[49]。）
- 小国以載（角海老宝石ボクシングジム所属のプロボクサー。元IBF世界スーパーバンタム級王者。）
- 川崎健太（俳優、モデル。所属事務所はフィット。）
- 鍋谷淳（元INPEX社員。石油探鉱技術者）
- 河東優（フリーアナウンサー）
- 平島崇男（京都大学名誉教授。地球科学者。京都大学元副学長・元理学部長)

## ゆかりの有名人
- 秦河勝（大和朝廷で活躍した秦氏出身の豪族。聖徳太子の側近。晩年、千種川流域を開拓し坂越にて没。）
- 生駒親正（赤穂一円を領した最初の大名[50]。石高は桃山・江戸期を通じて最大の6万石[51]）
- 浅野長矩（赤穂藩第3代藩主。）
- 山鹿素行（兵方学者・儒学者。江戸幕府により、朱子学を批判して赤穂藩に流罪とされた。浅野家では山鹿流軍学を教授、赤穂城の築城にも助言したという説がある[52]。）
- 村松茂清（常陸国那珂郡出身で、数学者。のちに赤穂藩浅野家に仕え、養子の村松秀直は赤穂浪士の一人となった。）
- 森長直（備中西江原藩の第2代藩主。後に赤穂藩の初代藩主となり、塩田開発に積極的に取り組む。）
- 赤松滄洲（江戸時代中期の儒学者。実父、養父共に、播磨国の豪族赤松氏出身。赤穂藩の儒臣となり、藩校設立に尽力、家老にまでなった。）
- 大鳥圭介（江戸末期の陸軍奉行。のち明治政府で駐清公使。赤穂郡畑念村の生まれ。）
- 藤本東一良（洋画家。日本芸術院会員。伊豆下田生まれ。両親が赤穂で廻船業を営む。）
- 中山恭子（政治家。元外交官。母親の出身が北海道東川町だが、先祖が赤穂出身の屯田兵だったという[53]。）
- 小池百合子（政治家。祖母のかつが赤穂出身。母親の恵美子は赤穂の塩田地主であった小川家出身[54]。）
- 吉岡秀隆（俳優。母親の出身地が赤穂。）
- 樫本大進（ヴァイオリン奏者。母親が赤穂出身で、幼少期に赤穂市立赤穂小学校に体験入学。）
- パク・ジュニョン（韓国・釜山出身の歌手。日本デビュー前に赤穂でホームスティした事が縁で赤穂観光大使を務める。）
- 増田里絵（兵庫県姫路市出身。県立赤穂高等学校卒。女子プロ野球選手。）
- 園田涼（兵庫県宝塚市生まれのピアニスト・作曲家。赤穂シティマラソンの公式テーマソングに「はしれ、はしれ」を提供。赤穂観光大使。）
- 瀬戸つよし（歌手。赤穂観光大使）
- 木村秀蔵 (アース製薬の前身である木村製薬の創業者。）

## 赤穂が関連した主な映画・ドラマ
1960年以前の作品は「赤穂事件を題材とした作品」参照。
以下、忠臣蔵関連の作品は、出演者のうち主役と大石内蔵助役のみ抜粋。
- 『赤穂浪士 (映画)』（1961年） 東映時代劇の黄金期のオールスターが出演した豪華版。『赤穂浪士　天の巻・地の巻（1956年）』のリメイク。東映創立十周年記念作品。内蔵助 - 片岡千恵蔵
- 『赤穂浪士 (NHK大河ドラマ)』（1964年）NHK大河ドラマ・第2作。大河ドラマ史上最高の視聴率 (53.0%) を記録、平均視聴率は31.9%で歴代4位（2011年現在）。内蔵助 - 長谷川一夫
- 『縁結び旅行』（1970年）松竹映画「旅行」シリーズ第5作。国鉄播州赤穂駅が舞台。出演/フランキー堺、金井克子、倍賞千恵子、ミヤコ蝶々、伴淳三郎他。
- 『元禄太平記』（1975年）NHK大河ドラマ・第13作。柳沢吉保 - 石坂浩二、内蔵助 - 江守徹
- 『赤穂城断絶』（1978年）東映。「理不尽なり、幕府権力！赤穂は燃えてござる」が名台詞となった深作欣二監督作品。内蔵助 - 萬屋錦之介
- 『赤穂浪士』（1979年）テレビ朝日開局20周年記念番組。内蔵助 - 萬屋錦之介
- 『峠の群像』（1982年）NHK大河ドラマ・第20作。内蔵助 - 緒形拳
- 『新春仕事人スペシャル 必殺忠臣蔵』（1987年1月2日）テレビ朝日新春ドラマスペシャル。朝日放送/松竹共同製作。必殺シリーズの長時間スペシャル第8弾。仕事人が赤穂事件の裏で活躍したという設定。元禄時代に早駕籠と並走する新幹線、赤穂城の前を通過する自動車が登場して話題になった。主演は藤田まこと。内蔵助 - 山城新伍
- 『四十七人の刺客』（1994年）東宝。日本映画誕生100周年記念作品。市川崑監督。内蔵助 - 高倉健。
- 『忠臣蔵外伝 四谷怪談』（1994年）松竹誕生100周年記念作品。深作欣二監督。民谷伊右衛門 - 佐藤浩市　内蔵助 - 津川雅彦。
- 『赤穂浪士』（1999年）テレビ東京『12時間超ワイドドラマ』（現在の『新春ワイド時代劇』）。全六部。内蔵助 - 松方弘樹
- 『元禄繚乱』（1999年）NHK大河ドラマ・第38作。内蔵助 - 十八代目中村勘三郎※当時は中村勘九郎
- 『忠臣蔵1/47』（2001年）フジテレビ時代劇ドラマ。堀部安兵衛 - 木村拓哉、内蔵助 - 佐藤浩市
- 『忠臣蔵〜決断の時』（2003年） テレビ東京新春ワイド時代劇。テレビ東京と松竹制作。全4部。内蔵助 - 中村吉右衛門
- 『忠臣蔵』（2004年）テレビ朝日開局45周年記念企画。内蔵助 - 松平健
- 『最後の忠臣蔵』（2004年11月5日 - 2004年12月10日）NHK金曜時代劇。寺坂吉右衛門 - 上川隆也、瀬尾孫左衛門 - 香川照之（九代目市川中車）、内蔵助 - 北大路欣也
- 『忠臣蔵 瑤泉院の陰謀』（2007年）テレビ東京新春ワイド時代劇。内蔵助 - 北大路欣也
- 『忠臣蔵〜その男、大石内蔵助』（2010年） テレビ朝日ドラマスペシャル。内蔵助 - 田村正和
- 『最後の忠臣蔵 (映画)』ワーナー・ブラザース（2010年12月公開）　寺坂吉右衛門 - 佐藤浩市、瀬尾孫左衛門 - 役所広司、内蔵助 - 片岡仁左衛門（特別出演）
- 『忠臣蔵〜その義その愛〜』（2012年）テレビ東京新春ワイド時代劇。堀部安兵衛 - 内野聖陽、内蔵助 - 舘ひろし
- 『47RONIN』ユニバーサル・ピクチャーズ／東宝東和。(2013年12月公開)　主人公・カイ - キアヌ・リーブス、内蔵助 - 真田広之
- 『タイムスリップ！堀部安兵衛』（2014年）WEBドラマ。三井不動産レジデンシャル製作。堀部安兵衛 - 大森南
- 『ラスト・ナイツ』（全米公開2015年4月3日。日本公開2015年11月14日）原題/The Last Knights of Ako。米配給ライオンズゲート。監督/紀里谷和明。出演/クライヴ・オーウェン、モーガン・フリーマン、伊原剛志 他。忠臣蔵のストーリーを元にしたアクションアドベンチャー作品。
- 『暗殺教室』（第1作2015年3月、第2作2016年3月公開）東宝。主要な登場人物に、赤穂47浪士の名前がつけられている。
- 『忠臣蔵の恋 ～四十八人目の忠臣～』（2016年9月24日 - 2017年2月25日。全20回）NHK土曜時代劇の第2弾。原作者 - 諸田玲子「四十八人目の忠臣」。 きよ（月光院） - 武井咲、礒貝十郎左衛門 - 福士誠治。
- 『決算！忠臣蔵』（2019年11月22日公開）松竹。 - 原作は山本博文氏の〜「忠臣蔵」の決算書〜（新潮新書）。脚本・監督 - 中村義洋。大石内蔵助 - 堤真一、矢頭長助 - 岡村隆史。第32回（2019年）東京国際映画祭オープニング・イブ招待作品。
- 『忠臣蔵狂詩曲No.5 中村仲蔵 出世階段』（2021年 NHK BSプレミアム・NHK BS4K）NHK土曜時代劇の第2弾。歌舞伎役者の初代 中村仲蔵の出世物語を歌舞伎演目『仮名手本忠臣蔵』を軸にドラマ化。脚本・演出 源孝志。初代中村仲蔵 - 中村勘九郎。
- 『家電侍スペシャル ストップ!忠臣蔵』（2023年1月4日放送）『家電侍』参照。BS松竹東急新春プレミアムドラマ。兼梨四十郎 - 滝藤賢一、内蔵助 - 尾上菊之助
- 『まくをおろすな！』（2023年1月29日公開）配給ショウゲート。赤穂事件を新解釈したミュージカル時代活劇。2020年に清水順二が主宰する演劇ユニット“30-DELUX”が公演した舞台作品の映画版。監督 - 清水順二。主演 - 越岡裕貴。
- 『身代わり忠臣蔵』（2024年2月9日公開）配給東映。土橋章宏の同名小説をムロツヨシ主演で映画化した時代劇コメディ。監督 - 清水順二。吉良孝証／吉良上野介 - ムロツヨシ、大石内蔵助 - 永山瑛太。https://migawari-movie.jp/

## 赤穂市内でロケが行われた映画・ドラマ・CM
映画
- 『BALLAD 名もなき恋のうた』（東宝 2009年公開） - 有年大池、長谷池。
- 『超高速!参勤交代』（松竹 2014年公開） - 赤穂城本丸門周辺。
- 『超高速!参勤交代 リターンズ』（松竹 2016年9月10日公開） - 赤穂城本丸厩口門周辺。
- 『銀魂2　掟は破るためにこそある』（ワーナー・ブラザース映画　2018年8月公開） - 赤穂城大手門武者溜り広場、本丸門周辺。
- 『決算！忠臣蔵』原作『「忠臣蔵」の決算書』（松竹 2019年11月22日公開） - 赤穂市立海洋科学館・塩の国、赤穂城本丸周辺など。
- 『キングダム 運命の炎』（東宝 2023年7月28日公開）- 福浦採石場跡。

ドラマ
- 『新春仕事人スペシャル 必殺忠臣蔵』（テレビ朝日新春ドラマスペシャル。朝日放送/松竹共同製作。1987年）必殺シリーズの長時間スペシャル第8弾。 - 赤穂城大手門前など。
- 『元禄繚乱』（NHK大河ドラマ。1999年） - 赤穂城周辺、赤穂御崎、坂越地区、千種川など。
- 『愛と死をみつめて』（テレビ朝日ドラマスペシャル。2006年） - 坂越浦の街並み。
- 『忠臣蔵〜その男、大石内蔵助』（テレビ朝日ドラマスペシャル。2010年） - 兵庫県立赤穂海浜公園・塩の国、赤穂城跡など。
- 『とんび』（NHKドラマスペシャル。2012年） - JR赤穂線天和駅、赤穂港堤防。
- 『ほしにねがうこと』<前・後編>（NMB48 8th Single「カモネギックス」CD特典ドラマ。2013年） - 赤穂御崎灯台、折方児童センター、大避神社、伊和都比売神社、福浦コミュニティセンターなど8カ所。
- 『必殺仕事人2014』（テレビ朝日ドラマスペシャル。2014年） - 赤穂城跡
- 『LEADERS リーダーズ』（TBSドラマ特別企画。2014年） - 桃井製網赤穂工場。
- 『忠臣蔵の恋 ～四十八人目の忠臣～』（NHK土曜時代劇。2016年9月24日 - 2017年2月25日。） - 赤穂御崎、赤穂城跡など。
- 『みなと署落とし物係 秘密捜査官 危険な二人』（TBS系月曜名作劇場。2017年3月6日） - 赤穂市文化会館ハーモニーホール、花岳寺通り商店街、赤穂市立民俗資料館など。
- 『LEADERS II リーダーズ 2』（TBS大型スペシャルドラマ。2017年3月26日） - 桃井製網赤穂工場。
- 『まんぷく』（NHK連続テレビ小説。2018年11月6日） - 赤穂市立海洋科学館・塩の国。
- 『旅屋おかえり』（NHK BSプレミアム 特集ドラマ。兵庫編/第7話-2023年2月1日、第8話-2023年2月2日）原田マハ原作小説。 - 福浦海岸、今井荘。

コマーシャル
- JR西日本『DISCOVER WEST ‐ 新幹線で行く DISCOVER WESTの旅 ‐ 』「こころの、西へ。」編 「海の道」編 他。 - 高雄橋周辺。
- サントリーオールフリー『ドライブでオールフリー』松平健篇（2014年） - 海の駅しおさい市場、丸山県民サンビーチ。
- 赤穂化成/株式会社天塩 ‐ 天塩のチカラキャンペーン『赤穂の天塩　あましおちゃんと内蔵助』（2017年5月27日より近畿・東海エリアと長野県にて放映を開始） - 丸山県民サンビーチ。